# Daimler Reitwagen
Daimler Petroleum Reitwagen (в переводе с нем. «керосиновая повозка для верховой езды Даймлера») или Einspur («одноколейный») — мотоцикл, созданный немецкими конструкторами Готлибом Даймлером и Вильгельмом Майбахом в 1885 году. Общепринято признан первым мотоциклом в мире, в то время как самого Даймлера зачастую именуют «отцом мотоциклов» благодаря данному изобретению. До создания данной модели уже существовали велосипеды, приводимые в движение силовым агрегатом, такие как «Michaux-Perreaux» и «Roper», созданные в 1867—1869 годы, однако «Daimler Reitwagen» стал первым мотоциклом, оснащённым двигателем внутреннего сгорания, работающим на нефтепродуктах, который впоследствии послужил основной для многих транспортных средств, созданных для передвижения как на суше, так и на воде и в воздушном пространстве.
«Первый мотоцикл выглядит как орудие пытки», — так описывает писатель и публицист Мелисса Холбрук Пирсон первый и последний мотоцикл Готлиба Даймлера, который был создан по пути к истинной цели конструктора — созданию четырёхколёсного автомобиля.

## История создания

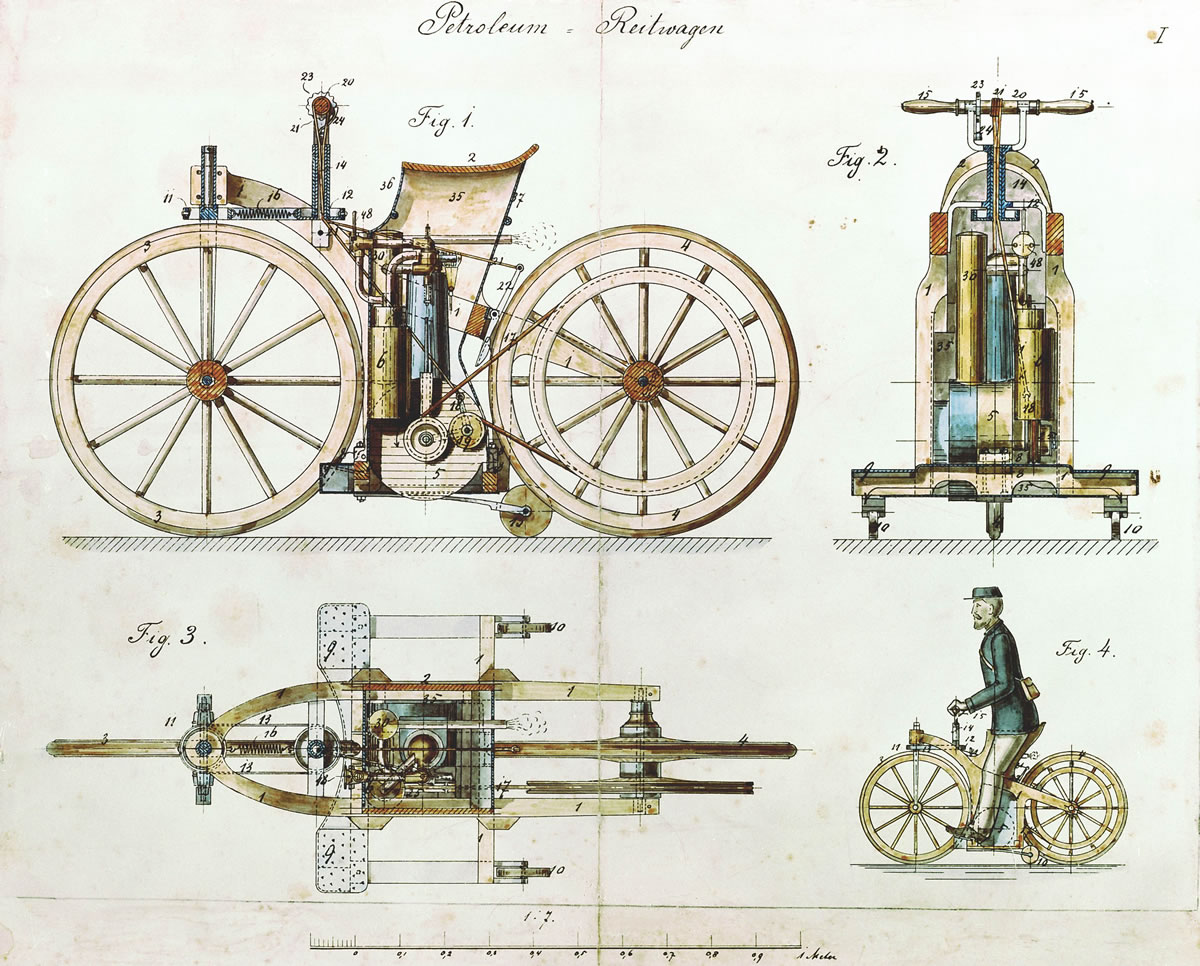
Зарисовка 1884 года, демонстрирующая устройство натяжителя ремня поворотной рукояти, привода рычага управления и ремённого привода

В 1861 году Готлиб Даймлер посетил Париж, где изучал первый двигатель внутреннего сгорания, разработанный Этьеном Ленуаром. Полученный опыт позже пригодился ему, когда Даймлер присоединился к компании Николауса Августа Отто.
В 1872 году Готлиб стал техническим директором предприятия N. A. Otto & Cie (ныне известного как Deutz AG) — влиятельного производителя двигателей внутреннего сгорания, который ещё в 1864 году представил коммерчески успешный двигатель, работающий на газовом топливе. Майбах также последовал за ним, став главой конструкторского отдела. В это же время в связи с расширением производства компания изменила своё название на Gasmotoren Fabrik Deutz AG. В 1876 году после ряда экспериментов предприятию удалось выпустить силовой агрегат, функционирующий от горения сжатых газообразных нефтепродуктов. Во многом это стало возможным благодаря совместной работе Готлиба и Майбаха.
Из-за разногласий, возникших на почве спора о размерах и характеристиках выпускаемых двигателей, Готлиб Даймлер покинул компанию вместе с Вильгельмом и перебрался в город Канштатт, где они выкупили дом и построили собственную мастерскую. Силовые агрегаты Отто не были способны развивать скорость на оборотах более чем 150—200 в минуту. Учитывая данный факт, целью Даймлера стало конструирование двигателя таких размеров, которые позволят использовать его для питания широкого спектра транспортных средств, при этом минимальная скорость вращения должна составлять или превышать 600 оборотов в минуту. В 1883 году в результате совместных усилий конструкторов был создан двигатель с горизонтальным расположением одного единственного цилиндра, который работал на нефтепродуктах. Наиболее важным нововведением изобретения стало воспламенение горючей смеси в двигателе при соприкосновении с калильной трубкой, что обеспечивало надёжное зажигание и сделало желаемое увеличение числа оборотов двигателя возможным. Уже через год инженеры разработали новый двигатель с вертикальным расположением цилиндров, известный истории под прозвищем «напольные часы» из-за его сходства с маятниковыми часами. Силовой агрегат был гораздо меньше по габаритам и оснащался поплавковым карбюратором Майбаха. Во время работы он был способен достигать 700 оборотов в минуту.
Достигнув своей цели, в ноябре 1885 года Даймлер и Майбах установили меньшую версию силового агрегата на деревянный велосипед, названный «Petroleum Reitwagen», создав тем самым первый в мире мотоцикл с поршневым двигателем внутреннего сгорания, работающим на продуктах нефтепереработки (патент DRP № 36-423 — «автомобиль с газовым или нефтяным двигателем»), что стало революционным событием в технике. Мотоцикл (в те времена его именовали моторный велосипед) имел по бокам два маленьких колеса для устойчивости. Двигатель, вращавшийся с постоянной частотой, развивал мощность в 0,5 л. с. Двухступенчатая ременная передача позволяла двигаться со скоростью до 11 км/ч.
17-летний сын Даймлера Пауль стал первым испытателем мотоцикла. 18 ноября 1885 года он проехал на нём путь от Канштатта в сторону к Унтертюркхайму, Германия. Упоминается, что во время данной поездки сиденье транспортного средства неоднократно перегревалось и воспламенялось, что было вызвано работой системы зажигания, расположенной непосредственно под ним. Позже Вильгельм Майбах лично протестировал мотоцикл. Именно данное изобретение упрочило положение мастерской Даймлера и Майбаха и послужило прочной основой для будущих разработок. Тем не менее, после создания модели «Daimler Reitwagen» компания Даймлера более никогда не возвращалась к конструированию мотоциклов, занявшись производством силовых агрегатов, а впоследствии и автомобилей.

## Конструкция

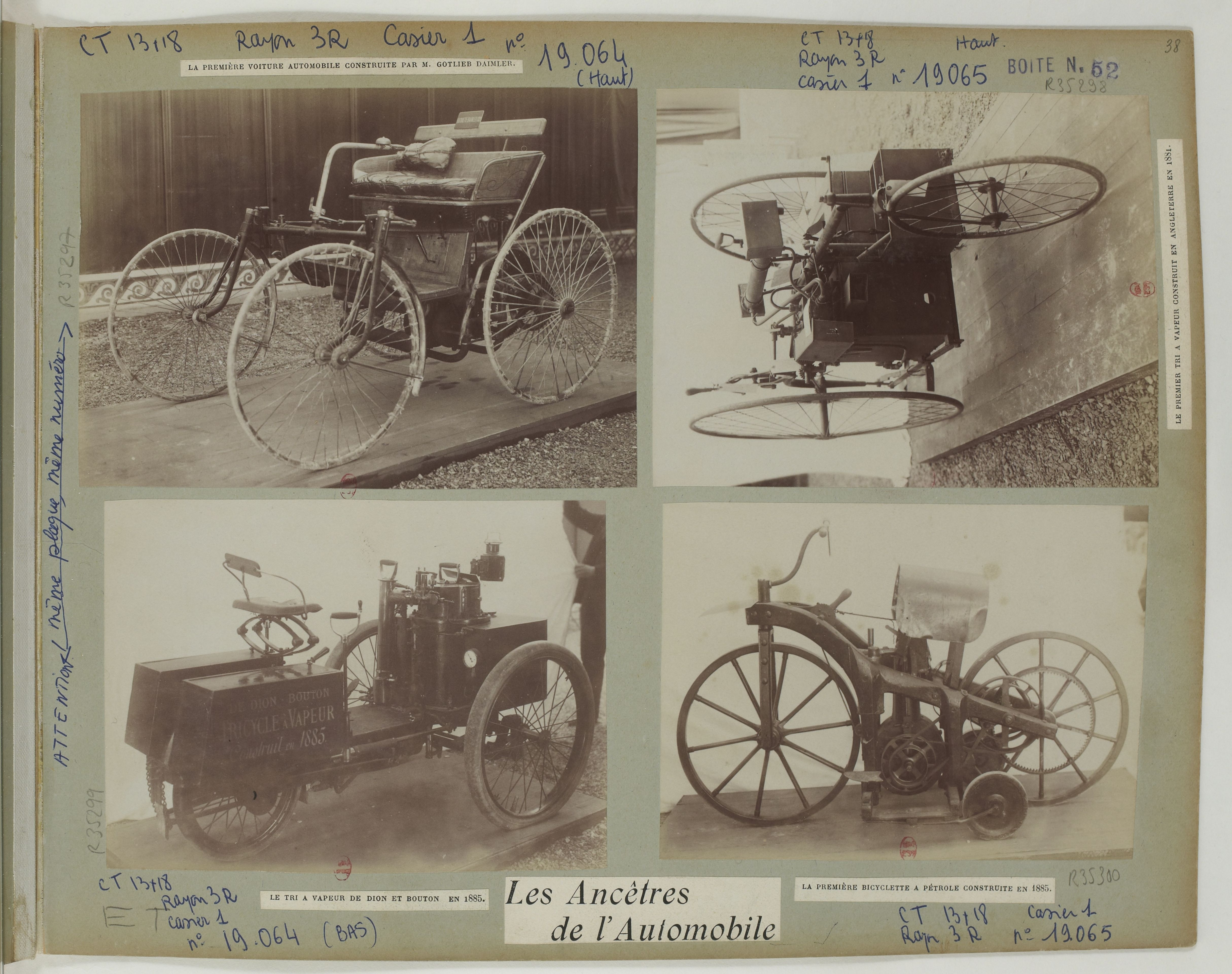
Фото из коллекции Жюля Бо: первые автомобили и мотоцикл, 1899 год

Мотоцикл Даймлера представляет собой транспортное средство с деревянным шасси на двух больших колёсах каретного типа (со спицами и металлическими ободами) и двумя маленькими колёсами по бокам для стабилизации. В конструкции предусмотрены пространственная рама и рулевая колонка с прямым рулём, который был позаимствован у велосипеда, что делает данную модель похожей на современные мотоциклы. Сиденье представляет собой седло для верховых поездок. Первоначальный проект 1884 года использовал ременной привод и поворотную ручку на руле, которая применяла тормозную систему при повороте в одну сторону и натягивала приводной ремень, направляя усилие к колёсам, при повороте в другую сторону. Велосипед Ропера конца 1860-х годов использовал схожее решение. Тем не менее, на рабочей модели был использован простой руль без поворотной ручки и зубчатого сцепления. Концепция была запатентована 29 августа 1885 года.
Рабочий объём четырёхтактного силового агрегата с двумя маховиками (по одному на коленчатый вал) воздушной системой охлаждения составляет 264 кубических сантиметра. Двигатель с одним цилиндром располагается под сиденьем и связывается с задним колесом мотоцикла при помощи ременной передачи. Переключение передач, которых в первой версии транспортного средства было 1, а во второй (модернизация зимы 1885—1886 годов) — 2, осуществляется при помощи соответствующего рычага, для чего мотоцикл был оснащён двумя парами шкивов. В зависимости от выбранной передачи, мотоцикл развивал скорость от 6 до 11 километров в час.
Масса изобретения составляла 90 кг: руль, рычаг переключения передач и шестерни были выполнены из металла, в то время как рама, колёса и многие иные элементы конструкции созданы из дерева.

## Копии

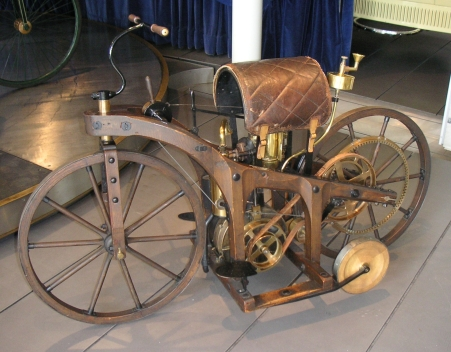
Репродукция оригинальной модели

Оригинальная модель «Daimler Reitwagen» была уничтожена во время пожара в Канштатте, который разрушил заводы Daimler-Motoren-Gesellschaft в 1903 году. Однако к 100-летию первого запатентованного мотоцикла, в 1985 году, было изготовлено десять его ходовых копий. Репродукции мотоцикла можно найти в музее Mercedes-Benz в Штутгарте, немецком музее в Мюнхене, музее команды Honda («Honda Collection Hall») на объекте Твин Ринг Мотеги в Японии, зале славы мотоциклов Огайо, а также в Мельбурне, Австралия.
Копии оригинальной модели различаются в зависимости от модификации, которая послужила основой. Так, например, реплика в зале славы мотоциклов больше по габаритам, чем оригинал и использует сложную систему натяжителя ремня и рулевого привода согласно зарисовкам 1884 года, в то время как точная копия из Немецкого музея оснащена простым рычагом управления, а также кольцевой шестернёй на заднем колесе.